# Ojciec Ted
Father Ted (ang. Father Ted) – serial komediowy wyprodukowany przez Hat Trick Productions dla Channel 4.  Pierwszy odcinek został wyemitowany 21 kwietnia 1995 w Wielkiej Brytanii i Irlandii. W Polsce serial pokazywany jest na kanale BBC Entertainment. Scenariusz napisali Graham Linehan i Arthur Mathews, twórcy serialu „Big Train”.
Film nakręcono w The London Studios (wnętrza) oraz w Irlandii w: Ennis, Ennistymon, Kilfenora i Kilnaboy w hrabstwie Clare, w kinie w Greystones w hrabstwie Wicklow (odc. 3 s. I) oraz w Portrane (hrabstwo Fingal). Odcinek Hell kręcono w kamieniołomach Betchworth w angielskim Surrey.

## Fabuła
Serial opowiada historię trzech katolickich księży i gosposi – mieszkańców plebanii na wyimaginowanej niewielkiej wyspie Craggy Island położonej u zachodniego wybrzeża Irlandii.
„Father Ted” jest komedią sytuacyjną (sitcom), która zyskała swoją popularność ze względu na  humor polegający na przejaskrawieniu i krytyce postaw oraz zachowań współczesnego mieszkańca Irlandii i katolickiego duchowieństwa. Charakterystyka serialowych bohaterów sporadycznie nawiązuje do realnych postaci (np. biskup Brennan, posiadający syna i kochankę w USA) oraz różnych bieżących i historycznych wydarzeń. Serial przyczynił się do popularyzacji niektórych zwrotów i powiedzeń we współczesnym języku angielskim w Irlandii („Feck!”, „Go on, go on, go on...”).

## Obsada

### W rolach głównych
- Dermot Morgan jako ojciec Ted Crilly
- Ardal O’Hanlon jako ojciec Dougal McGuire
- Frank Kelly jako ojciec Jack Hackett
- Pauline McLynn jako pani Doyle

### W pozostałych rolach
| - Jim Norton jako biskup Len Brennan - Graham Norton jako ojciec Noel Furlong - Rosemary Henderson jako siostra Assumpta - Tony Guilfoyle jako ojciec Larry Duff - Patrick Drury jako John O’Leary - Rynagh O’Grady jako Mary O’Leary - Maurice O'Donoghue jako ojciec Dick Byrne - Don Wycherley jako ojciec Cyril MacDuff - Arthur Mathews jako ojciec Ben - Pat Shortt jako Tom - Joe Taylor jako Competition Spectator - Paul Woodfull jako ojciec Harry Coyle - Tom Farrelly jako Gerry Fields - Don Foley jako Jim Halpin | - Paul Tylack jako Award Ceremony Priest - John Olohan jako sierżant Deegan - Jon Kenny jako Fred Rickwood - Jimmy Keogh jako ojciec Fay - Chris Curran jako ojciec Jim Johnson - Yvonne Shanley jako Janine Reilly - Graham Linehan jako ojciec Gallagher - Doreen Keogh jako pani Dineen - Stephen Gallagher jako Tony Lynch - Ann Rowan jako pani Glynn - Sharon Carroll jako Nuala Ryan - Hugh B. O’Brien jako Eugene - Blanaid Irvine jako Mrs Glynn - Eamon Rohan jako Colm |

## Odcinki
| - 1. „Good Luck, Father Ted”, 21 kwietnia 1994 - 2. „Entertaining Father Stone”, 29 kwietnia 1994 - 3. „The Passion of St Tibulus”, 6 maja 1994 - 4. „Competition Time”, 13 maja 1994 - 5. „And God Created Woman”, 20 maja 1994 - 6. „Grant unto Him Eternal Rest”, 27 maja 1994 - 1. „Hell”, 8 marca 1996 - 2. „Think Fast, Father Ted”, 15 marca 1996 - 3. „Tentacles of Doom”, 22 marca 1996 - 4. „The Old Grey Whistle Theft”, 29 marca 1996 - 5. „Song for Europe”, 5 kwietnia 1996 - 6. „The Plague”, 12 kwietnia 1996 - 7. „Rock-a-Hula Ted”, 19 kwietnia 1996 - 8. „Cigarettes and Alcohol and Rollerblading”, 26 kwietnia 1996 - 9. „New Jack City”, 3 maja 1996 - 10. „Flight into Terror”, 10 maja 1996 | - „A Christmassy Ted”, 24 grudnia 1996 - 1. „Are You Right There, Father Ted?”, 13 marca 1998 - 2. „Chirpy Burpy Cheap Sheep”, 20 marca 1998 - 3. „Speed 3”, 27 marca 1998 - 4. „The Mainland”, 3 kwietnia 1998 - 5. „Escape from Victory (1)”, 10 kwietnia 1998 - 6. „Kicking Bishop Brennan up the Arse (2)”, 17 kwietnia 1998 - 7. „Night of the Nearly Dead”, 24 kwietnia 1998 - 8. „Going to America”, 1 maja 1998 |

## Główne postacie

### Ojciec Ted Crilly
Father Ted (Dermot Morgan) – „zesłany” do oddalonej parafii na Craggy Island, za „sprawę Lourdes”, kiedy to Ted część funduszy kościelnych (przeznaczonych na pielgrzymkę biednego dziecka do Lourdes) wydał na hazard w Las Vegas. Ted zawsze broni się, że owe pieniądze „tylko spoczywały na jego koncie”. Przed tym zdarzeniem Ted był księdzem w Wexford (południowo-wschodnia Irlandia).
Marzeniem Teda jest ucieczka z Craggy Island i zamieszkanie w bogatej parafii. Ksiądz przedstawiony został jako osoba żądna sławy i pieniędzy. Oszukuje organizując akcje charytatywne i konkursy, oszukuje przełożonych, a dla osiągnięcia sławy startuje w konkursie na reprezentanta Irlandii w konkursie Eurowizji (odcinek A Song For Europe – „Piosenka dla Europy”).

### Ojciec Dougal McGuire
Dougal (Ardal O’Hanlon) – młody ksiądz, przez biskupa określany jako „głąb”, przeniesiony do parafii Craggy Island za tajemniczy „incydent z Blackrock”, w którym uczestniczyły zakonnice i (nieistniejąca już) linia promowa Sealink. Dougal żyje w swoim własnym świecie, nieodróżniając snów od rzeczywistości i z reguły nie rozumiejąc Teda. Dougal wątpi w racjonalność istnienia zorganizowanych religii i podaje w wątpliwość istnienie Boga. Jest uzależniony od jazdy na rolkach.

### Ojciec Jack Hacket
Father Jack (Frank Kelly) – ksiądz, alkoholik i rozpustnik stosujący przemoc i używający niecenzuralnego języka. Z ww. powodów został przysłany do parafii na Craggy Island. Najczęściej używanymi przez niego zwrotami są: „Feck!” (w irlandzkim slangu odpowiednik angielskiego „fuck”), „Drink!” oraz „Girls!”, lecz czasem komentuje zaistniałe sytuacje innymi krótkimi zwrotami, takimi jak: „Big Bras!”, czy „Jacobs Creek Chardonnay 1991!” (nazwa niedrogiego wina). Ted, w jednym z odcinków, nauczył Jacka dodatkowego zwrotu, którego ma używać w obecności dostojników kościelnych, a który pasuje do każdego zadanego pytania: „That would be an ecumenical matter!” (w wolnym tłumaczeniu: „Jest to sprawa ekumenizmu”).
Inną cechą Jacka jest jego alergiczna reakcja na obecność zakonnic, ucieka wówczas z okrzykiem „Nuns!”.
Jack, jako alkoholik, nie wzgardza również innymi płynami znajdującymi się w domu: płynem do mycia podłóg (który powoduje u niego symptomy śmierci, takie jak zatrzymanie akcji serca i dekompozycja ciała), płynem hamulcowym, olejem silnikowym oraz, powodującym u niego halucynacje, płynem do czyszczenia WC.
Muzyką, która powoduje, że Jack może stać, zamiast siedzieć w swoim fotelu jest Marsylianka.

### Pani Doyle
Pani Doyle (Pauline McLynn) – gosposia zarządzająca domem, w którym mieszkają trzej księża. Jest mężatką, ale poza zwrotem grzecznościowym „Mrs”, tylko w jednym odcinku (Night of the Nearly Dead) wspomniała przypadkowo o swoim mężu.
Głównym zajęciem Mrs Doyle jest dbanie o dom (budowa szklarni, kopanie rowów melioracyjnych, naprawa dachu, sprzątanie strychu, mycie okien), a przede wszystkim parzenie i serwowanie herbaty. Odmawiając herbaty, gosposia nagabuje „Ahh, go on! – Go on, go on, go on, go on, go on, go on...” (w wolnym tłumaczeniu: „Ach no już, no już, no już, no już...”).